# Мате Билич
Мате Билич (хорв. Mate Bilić, нар. 23 жовтня 1980, Спліт) — хорватський футболіст, нападник клубу «Спліт».
Виступав, зокрема, за ряд іспанських клубів, а також національну збірну Хорватії.

## Клубна кар'єра
У дорослому футболі дебютував 1997 року виступами за «Хайдук» (Спліт), проте пробитись до основного складу не зумів і у сезоні 1998/99 на правах оренди виступав за нижчоліговий клуб «Мосор». 1999 року повернувся в «Хайдук» (Спліт) і в конкуренції з Вучком, Дераньєю та Батуриною пробився в стартовий склад і став основним гравцем команди, допомігши клубу в першому ж сезоні виграти кубок Хорватії та стати віце-чемпіоном, а вже в наступному стати національним чемпіоном та фіналістом кубка.
В серпні 2001 року Билич перейшов в іспанський клуб «Реал Сарагоса», проте програв конкуренцію іншим нападникам команди Лусіано Галлетті та Саво Милошевичу, через що за сезон зіграв лише у 18 матчу чемпіонату і забив один гол. За підсумками сезону «Сарагоса» покинула Ла Лігу, а Билич був відданий в оренду і по сезону захищав кольори «Альмерії» та «Спортінга» (Хіхон), що виступали в Сегунді.
Влітку 2004 року на правах вільного агента перебрався в «Кордову», проте не зміг зберегти з командою прописку в Сегунді, зайнявши 19 місце. Після цього Мате перебрався в «Льєйду», проте і з цим клубом він став 19 у Сегунді та понизщився у класі. 
В червні 2006 року, після п'яти років виступів в Іспанії, Билич перебрався в австрійський «Рапід» (Відень), де провів наступні півтора року і став одним з основним бомбардирів команди.
На початку 2008 року Билич повернувся в «Спортінг» (Хіхон), якому того ж сезону вперше за десять років допоміг повернутись в Ла Лігу, забивши в 21 матчі 10 голів. Цього разу Мате разом з клубом продовжили виступи в елітному іспанському дивізіоні. Більшість часу, проведеного у складі хіхонського «Спортінга», Билич був основним гравцем атакувальної ланки команди і разом з партнером Давідом Барралем довгий час допомагав хіхонцям зберіготи прописку в еліті. Проте, за підсумками сезону 2011/12 команда зайняла передостаннє 19 місце і все ж вилетіла в Сегунду. Після цього Барраль покинув «Спортінг», а Билич продовжив виступи в Сегунді. В сезоні 2012/13 «Спортінг» став лише десятим і Мате залишив хіхонський клуб.
Влітку 2013 року Билич повернувся на батьківщину і 21 липня підписав дворічний контракт зі «Сплітом». Відтоді встиг відіграти за команду зі Спліта 30 матчів в національному чемпіонаті.

## Виступи за збірні
1996 року дебютував у складі юнацької збірної Хорватії, взяв участь у 8 іграх на юнацькому рівні, відзначившись 2 забитими голами.
19 жовтня 2009 року дебютував в офіційних іграх у складі національної збірної Хорватії у гостьовому матчі відбору на чемпіонат світу 2010 року проти збірної Казахстану (1:2), вийшовши на 63 хвилині замість Маріо Манджукича. А вже за місяць, 19 листопада, Мате відзначився дублем за збірну у домашньому товариському матчі проти збірної Ліхтенштейну (5:0), причому перший з них забив вже на 42 секунді матчу.
Наступного року Билич зіграв ще у п'яти матчах збірної і навіть забив переможний гол у товариському матчі проти збірної Австрії (1:0), проте основним форвардом «картатих» стати так і не зумів, через що незабаром перестав викликатись до лав збірної. 
Всього провів у формі головної команди країни 7 матчів, забивши 3 голи.

### Голи за збірну
| Гол | Дата              | Місце               | Суперних    | Рахунок | Результат | Турнір      |
| --- | ----------------- | ------------------- | ----------- | ------- | --------- | ----------- |
| 1–2 | 14 листопада 2009 | Вінковці, Хорватія  | Ліхтенштейн | 1–0     | 5–0       | Товариський |
| 1–2 | 14 листопада 2009 | Вінковці, Хорватія  | Ліхтенштейн | 5–0     | 5–0       | Товариський |
| 3   | 19 травня 2010    | Клагенфурт, Австрія | Австрія     | 1–0     | 1–0       | Товариський |

## Титули та досягнення
- Чемпіон Хорватії (1):

«Хайдук» (Спліт): 2000-01
- Володар Кубка Хорватії (1):

«Хайдук» (Спліт): 1999-00